# Condado de Roosevelt (Nuevo México)
El condado de Roosevelt es uno de los 33 condados del estado estadounidense de Nuevo México. La sede del condado es Portales, y su mayor ciudad es Portales. Este Condado posee un área de 6.358 km² (de los cuales 16 km² están cubiertos de agua), una población de 18.018 habitantes, para una densidad de población de 3 hab/km² (según censo nacional de 2000). Este condado fue fundado en 1903.

## Demografía
Para el censo de 2000, había 18.018 personas, 6.639 cabezas de familia, y 4.541 familias residiendo en el condado. La densidad de población era de 7 habitantes por milla cuadrada.
La composición racial del condado era:
- 74,14% blancos
- 1,65% negros o negros americanos
- 1,10% nativos americanos
- 0,62% asiáticos
- 0,07% isleños
- 19,76% otras razas
- 2,65% de dos o más razas.

Había 6.639 cabezas de familia, de las cuales el 35,50% tenían menores de 18 años viviendo con ellas, el 53,00% eran parejas casadas viviendo juntas, el 11,70% eran mujeres cabeza de familia monoparental (sin cónyuge), y 31,60% no eran familias.
El tamaño promedio de una familia era de 3,14 miembros.
En el condado el 28,10% de la población tenía menos de 18 años, el 16,00% tenía de 18 a 24 años, el 25,50% tenía de 25 a 44, el 18,30% de 45 a 64, y el 12,10% eran mayores de 65 años. La edad promedio era de 30 años. Por cada 100 mujeres había 96,50 hombres. Por cada 100 mujeres mayores de 18 años había 93,50 hombres.

## Economía
Los ingresos medios de una cabeza de familia del condado eran de USD$26.586 y el ingreso medio familiar era de $31.813. Los hombres tenían unos ingresos medios de $26.170 frente a $20.684 de las mujeres. El ingreso per cápita del condado era de $14.185. El 17,30% de las familias y el 22,70% de la población estaban debajo de la línea de pobreza. Del total de gente en esta situación, 25,10% tenían menos de 18 y el 16,80% tenían 65 años o más.